# Bovegno
Bovegno (lombardul: Böegn) település Olaszországban, Lombardia régióban, Brescia megyében. Lakosainak száma 2014 fő (2023. január 1.). Bovegno Artogne, Berzo Inferiore, Bienno, Collio, Esine, Gianico, Irma, Marmentino és Pezzaze községekkel határos.

## Népesség
A település népessége az elmúlt években az alábbi módon változott:
| Lakosok száma | 2182 | 2146 | 2014 |
|               | 2017 | 2018 | 2023 |